# بيتر بريغز (لاعب كرة الريشة)
بيتر بريغز (بالإنجليزية: Peter Briggs)‏ هو لاعب كرة الريشة بريطاني، ولد في 23 فبراير 1992 في ليستر في المملكة المتحدة.

## وصلات خارجية
- بيتر بريغز على موقع BWF.tournamentsoftware.com (الإنجليزية)
- بيتر بريغز على موقع BWFbadminton.com (الإنجليزية)